# 阿贾伊·贾亚拉姆
阿贾伊·贾亚拉姆（Ajay Jayaram，1987年9月28日—），印度男子羽毛球運動員，曾於2014-2015年荷蘭羽毛球公開賽達成二連霸、2015年韓國羽毛球超級賽獲得亞軍。2022年3月26日宣布退役。

## 簡歷
2010年，阿贾伊·贾亚拉姆在荷蘭羽毛球公開賽決賽負於佐佐木翔，奪得男單賽事亞軍。
2011年8月，他參加倫敦舉行的世界羽毛球錦標賽男子單打比賽，突破個人最佳成績進入16強，最終以1比2負於賽事6号种子中國的陈金出局。
2013年8月，贾亚拉姆參加中國廣州舉行的世界羽毛球錦標賽，出戰男子單打項目，首圈以2比1（22-20、17-21、21-15）力克12號種子、香港選手黃永棋晉級，但在第二圈就以0比2（9-21、17-21）不敵西班牙的巴勃羅·阿維安出局。
2014年8月，贾亚拉姆參加丹麥哥本哈根舉行的世界羽毛球錦標賽，出戰男子單打項目。首圈因對手退賽而自動晉級，但在第二圈就以0比2（17-21、14-21）不敵泰國的达农沙·森颂汶素出局。
2015年9月，賈亞拉姆在韓國羽球超級賽中，首圈以2比0（21-15、21-15）戰勝丹麥的維克托·阿薩爾森，並於八強以2比1（21-19、16-21、21-16）淘汰日本的佐佐木翔、四強以2比0（21-19、21-15）淘汰中華台北的周天成，最後在決賽中以0比2（14-21、13-21）不敵諶龍獲得亞軍，寫下個人在超級系列賽中的最佳成績。
2022年3月26日，賈亞拉姆於個人Twitter宣布從國際賽場引退，並在海德拉巴的印度商學院攻讀MBA。

## 主要比賽成績
只列出曾進入準決賽的國際賽事成績：
| 年份   | 賽事                     | 公開賽級別 | 項目     | 成績   |
| ------ | ------------------------ | ---------- | -------- | ------ |
| 2010年 | 捷克羽毛球國際賽         | 國際挑戰賽 | 男子單打 | 冠軍   |
| 2010年 | 荷蘭羽毛球大獎賽         | 大獎賽     | 男子單打 | 亞軍   |
| 2011年 | 越南羽毛球大獎賽         | 大獎賽     | 男子單打 | 準決賽 |
| 2012年 | 中國羽毛球大師賽         | 超級賽     | 男子單打 | 準決賽 |
| 2014年 | 荷蘭羽毛球大獎賽         | 大獎賽     | 男子單打 | 冠軍   |
| 2014年 | 印度羽毛球國際挑戰賽     | 國際挑戰賽 | 男子單打 | 準決賽 |
| 2015年 | 馬來西亞羽毛球大師賽     | 黃金大獎賽 | 男子單打 | 準決賽 |
| 2015年 | 瑞士羽毛球黃金大獎賽     | 黃金大獎賽 | 男子單打 | 準決賽 |
| 2015年 | 俄羅斯羽毛球大獎賽       | 大獎賽     | 男子單打 | 準決賽 |
| 2015年 | 韓國羽毛球超級賽         | 超級賽     | 男子單打 | 亞軍   |
| 2015年 | 荷蘭羽毛球大獎賽         | 大獎賽     | 男子單打 | 冠軍   |
| 2016年 | 亞洲羽毛球團體錦標賽     | 其他       | 男子團體 | 季軍   |
| 2016年 | 加拿大羽毛球大獎賽       | 大獎賽     | 男子單打 | 準決賽 |
| 2016年 | 美國羽毛球黃金大獎賽     | 黃金大獎賽 | 男子單打 | 準決賽 |
| 2016年 | 荷蘭羽毛球大獎賽         | 大獎賽     | 男子單打 | 亞軍   |
| 2018年 | 美國羽毛球公開賽         | 超級300賽  | 男子單打 | 準決賽 |
| 2018年 | 白夜羽毛球賽             | 國際挑戰賽 | 男子單打 | 亞軍   |
| 2018年 | 越南羽毛球公開賽         | 超級100賽  | 男子單打 | 亞軍   |
| 2019年 | 馬爾代夫羽毛球國際挑戰賽 | 國際挑戰賽 | 男子單打 | 準決賽 |
| 2020年 | 西班牙羽毛球大師賽       | 超級300賽  | 男子單打 | 準決賽 |
| 2021   | 比利時羽毛球國際賽       | 國際挑戰賽 | 男子單打 | 亞軍   |

| 2007-2017年 | 首要超級賽 | 超級賽 | 黃金大獎賽 | 大獎賽 | 國際挑戰賽 | 國際系列賽 | 未來系列賽 | 其他 |

| 2018-2026年 | 總決賽 | 超級1000賽 | 超級750賽 | 超級500賽 | 超級300賽 | 超級100賽 | 國際挑戰賽 | 國際系列賽 | 未來系列賽 | 其他 |

### 奧運會和世錦賽參賽紀錄
|          | 2011 | 2012 | 2013 | 2014 | 2015 | 2016 | 2017 |
| -------- | ---- | ---- | ---- | ---- | ---- | ---- | ---- |
| 男子單打 | 16強 | －   | 32強 | 32強 | －   | －   | 16強 |